# Santa Anna de Cortscastell

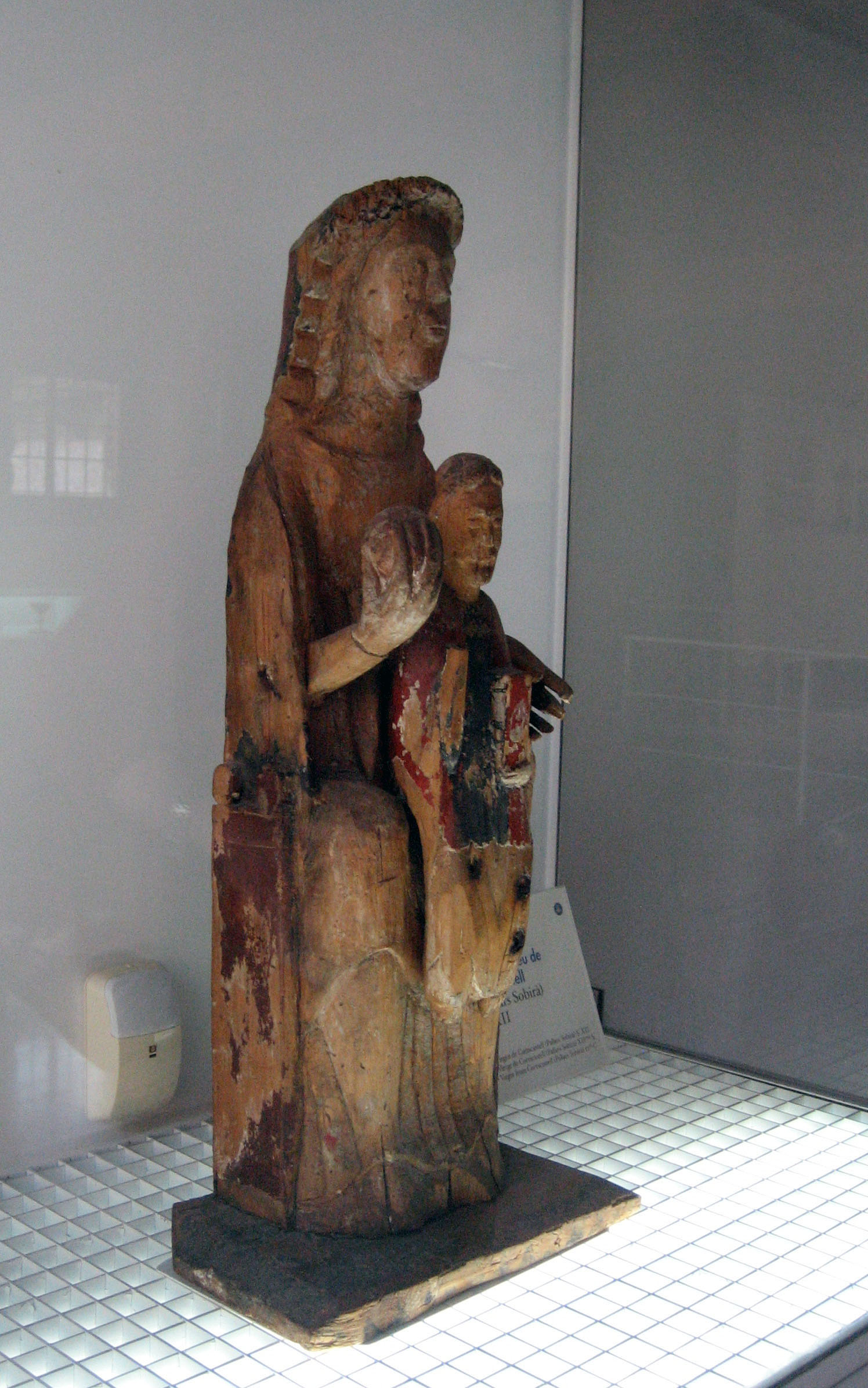
Imatge romànica de la Mare de Déu de Cortscastell

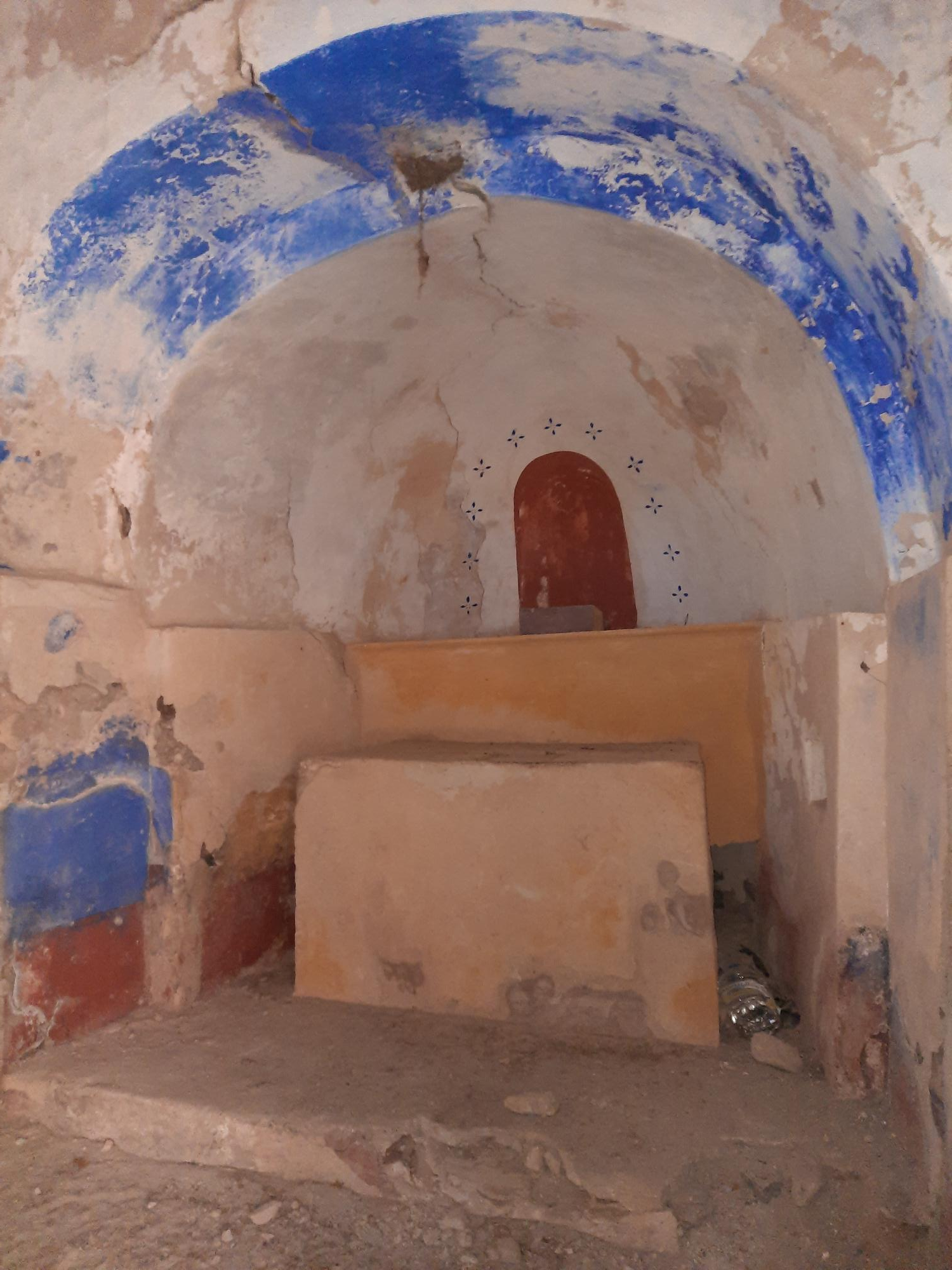
Absis Santa Anna

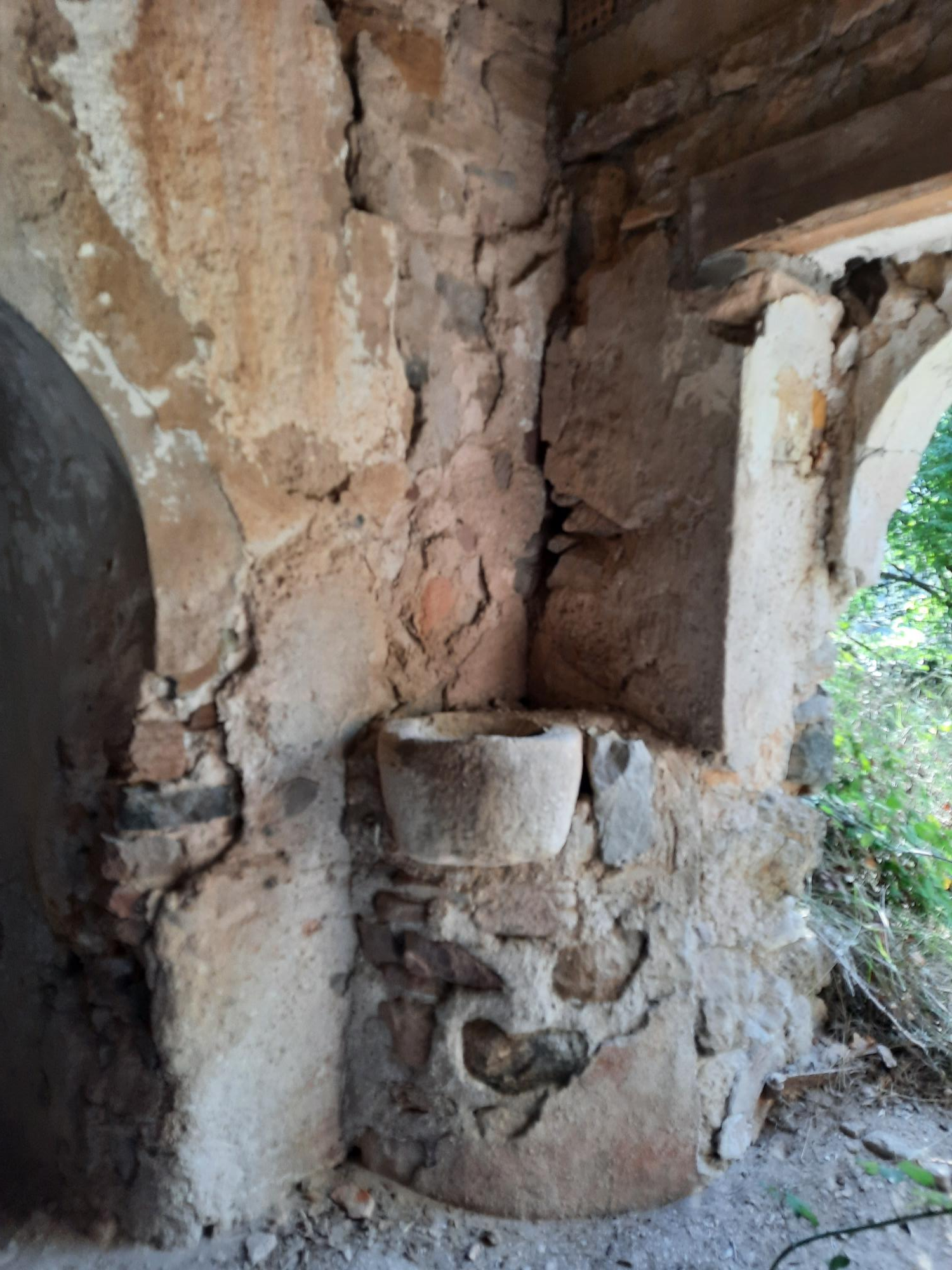
Pica d'aigua beneita de Cortscastell

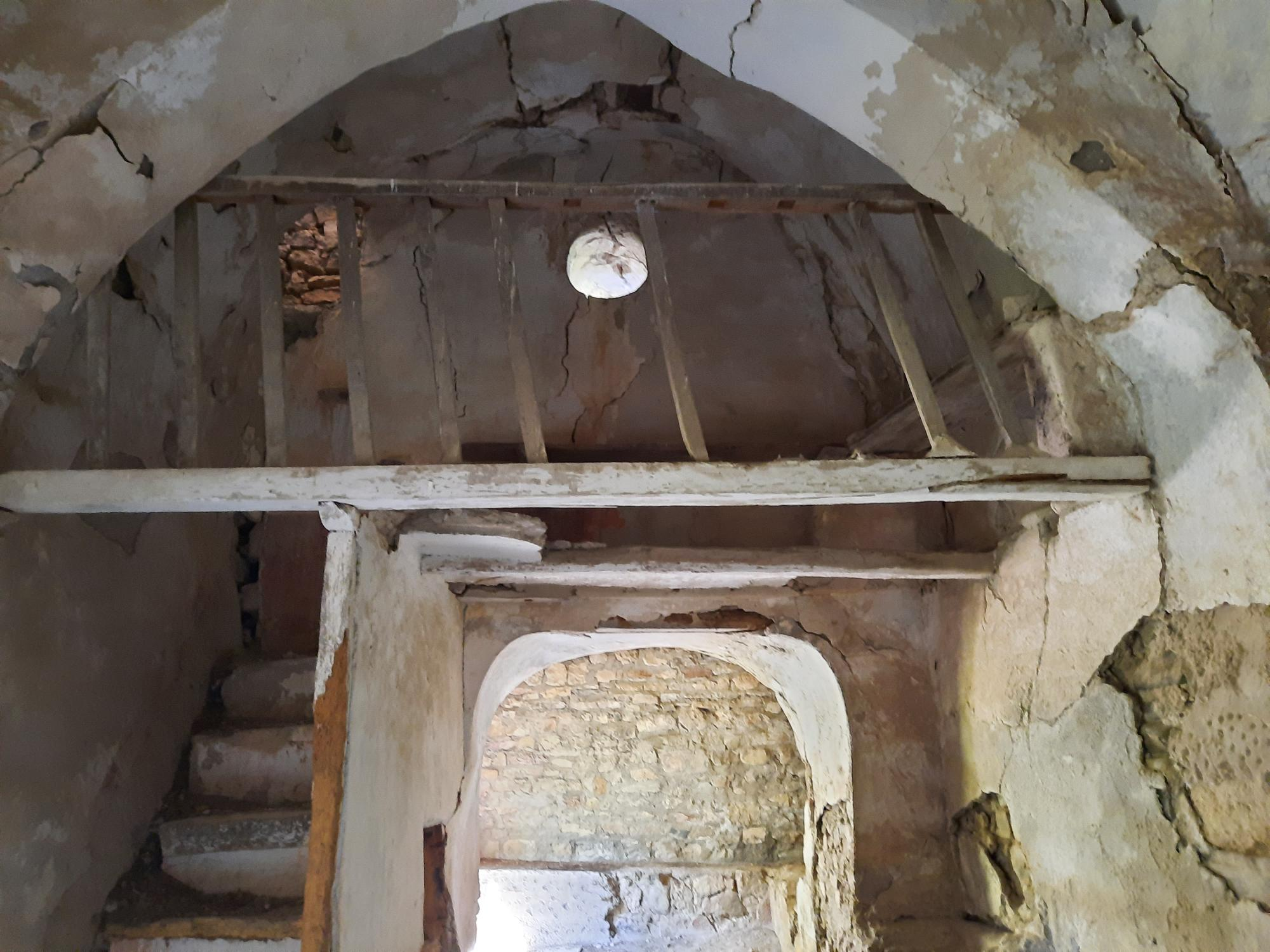
Cor Santa Anna

Santa Anna de Cortscastell era l'església del poble de Cortscastell, sufragània de la parroquial de Pujol, romànica, de l'antic terme municipal de Peramea, i de l'actual de Baix Pallars, a la comarca del Pallars Sobirà. Està inclosa en l'Inventari del Patrimoni Arquitectònic de Catalunya.
Està situada al nord del poble de Cortscastell, un xic apartada i enlairada. Al segle x, ja es tenen notícies d'aquesta església i lloc, i és esmentada al llarg dels segles xi i xii, sempre en relació al domini que hi exercia el Monestir de Gerri. Després no se'n tenen més notícies fins al segle xix, quan apareix com a sufragània de la parròquia de Pujol.

## Descripció
Diminuta església dedicada a Santa Anna. D'una sola nau, rematada per un absis semicircular a l'extrem oriental en el que no s'observa l'existència de cap finestra. Al costat meridional s'obre la porta, de reduïdes dimensions, al temps que una altra més gran s'obre als peus de la nau, formant un petit àmbit de poc més d'un metre d'ample i llarg, aconseguit en el gruix considerable del mur, disposat a mode d'atri i que comunica amb una petita habitació annexionada en un moment posterior a l'església, que es troba actualment enfonsada i que es comunica directament pel sud amb l'exterior. A l'angle Sud-oest de la nau s'aixeca un petit cloquer circular d'un pis i cobert per una diminuta coberta de teula. L'interior de la nau, que amida 3 m d'ample x 5 m de llarg, es troba dividit en tres curts trams per dos arcs de diafragma apuntats i amb una lleugera forma de ferradura. L'absis fa 2,3 m d'amplada.
Aquesta església contenia una imatge romànica de la Mare de Déu que avui dia es conserva al Museu Diocesà d'Urgell. És una talla de fusta policromada de la Mare de Déu asseguda en un tron amb l'Infant damunt de la falda, centrada, els braços del qual no s'han conservat. La Mare de Déu, que és llargaruda, molt més alta que ampla, sosté una bola del món a la mà dreta.

## Història
El temple ha estat restaurat els darrers anys del segle xx, després d'haver estat en ruïnes, i actualment és més visible l'obra original romànica que, anys enrere, quedava mig amagada per les modificacions realitzades a l'església al llarg dels segles. Tot plegat fa veure un conjunt del segle xii amb modificacions posteriors.